# Agapanthia intermedia
Agapanthia intermedia là một loài bọ cánh cứng trong họ Cerambycidae.

## Hình ảnh

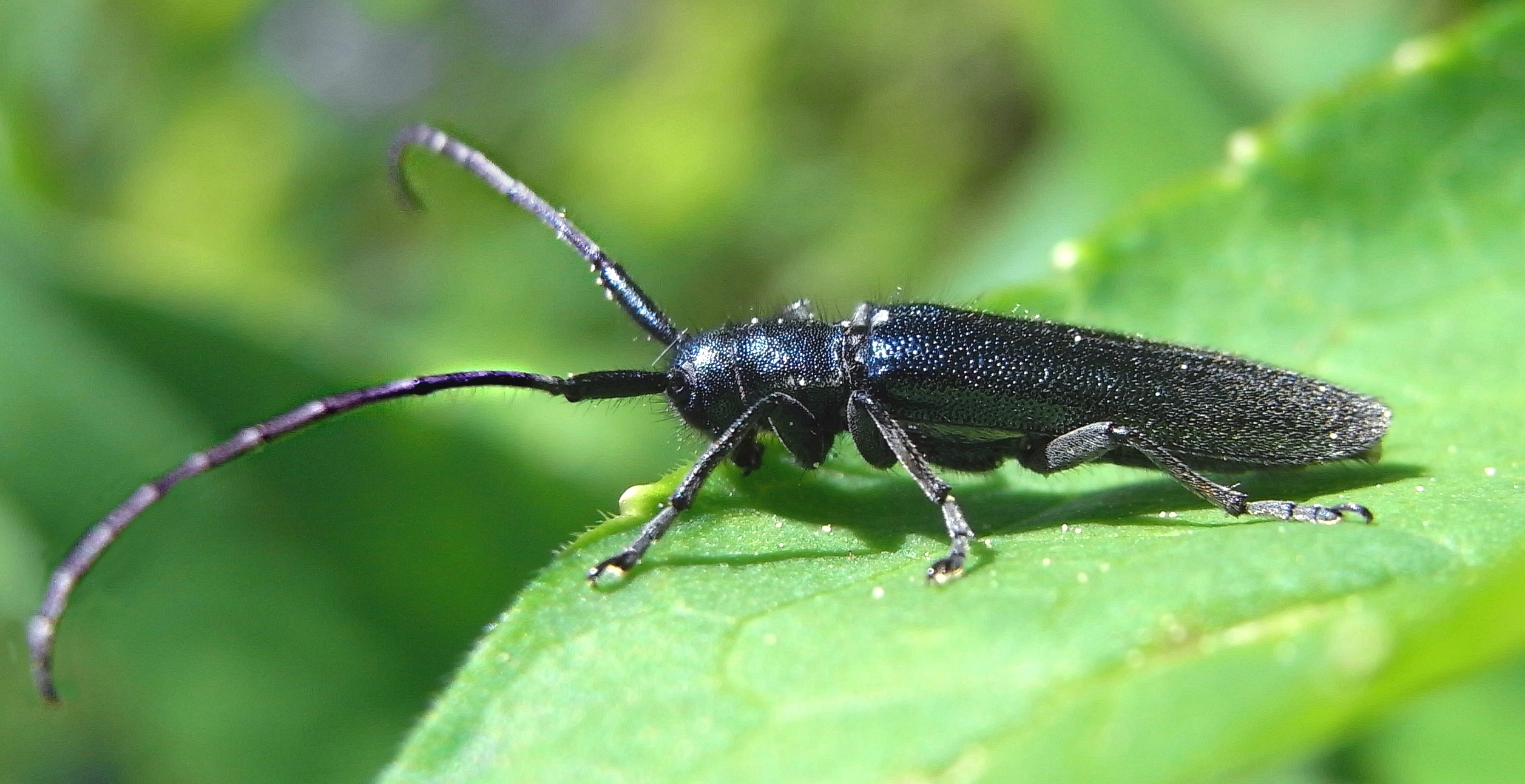
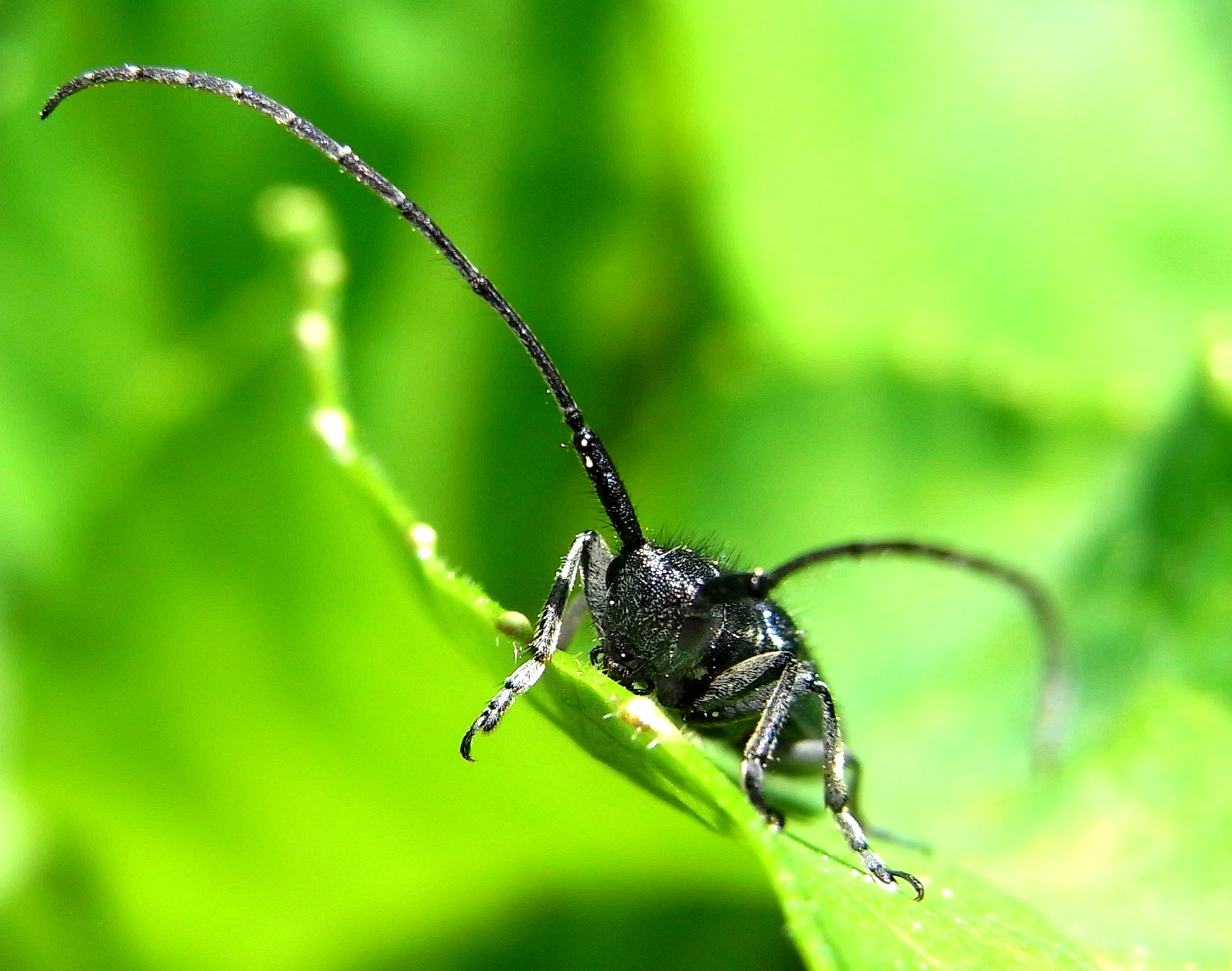
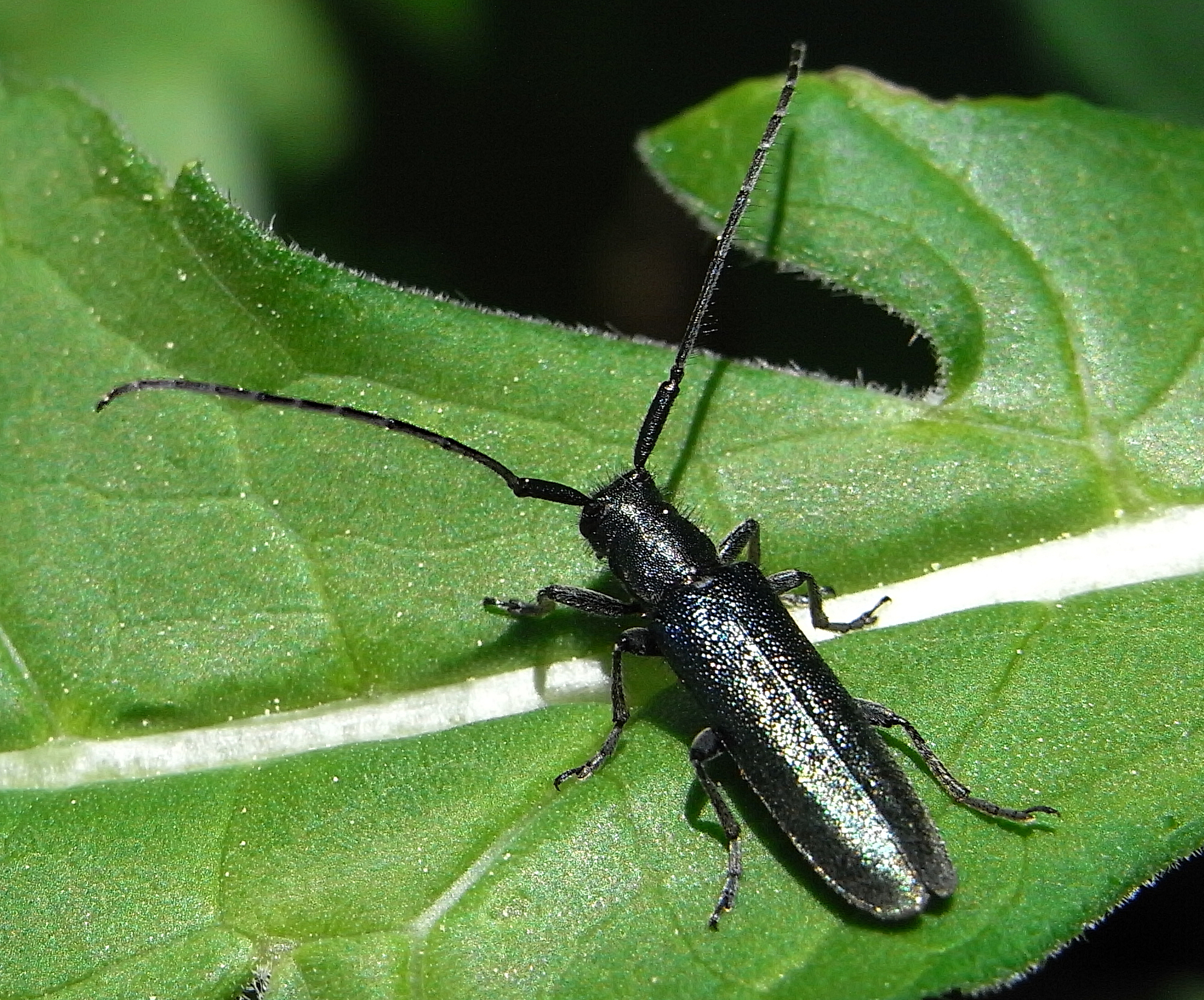
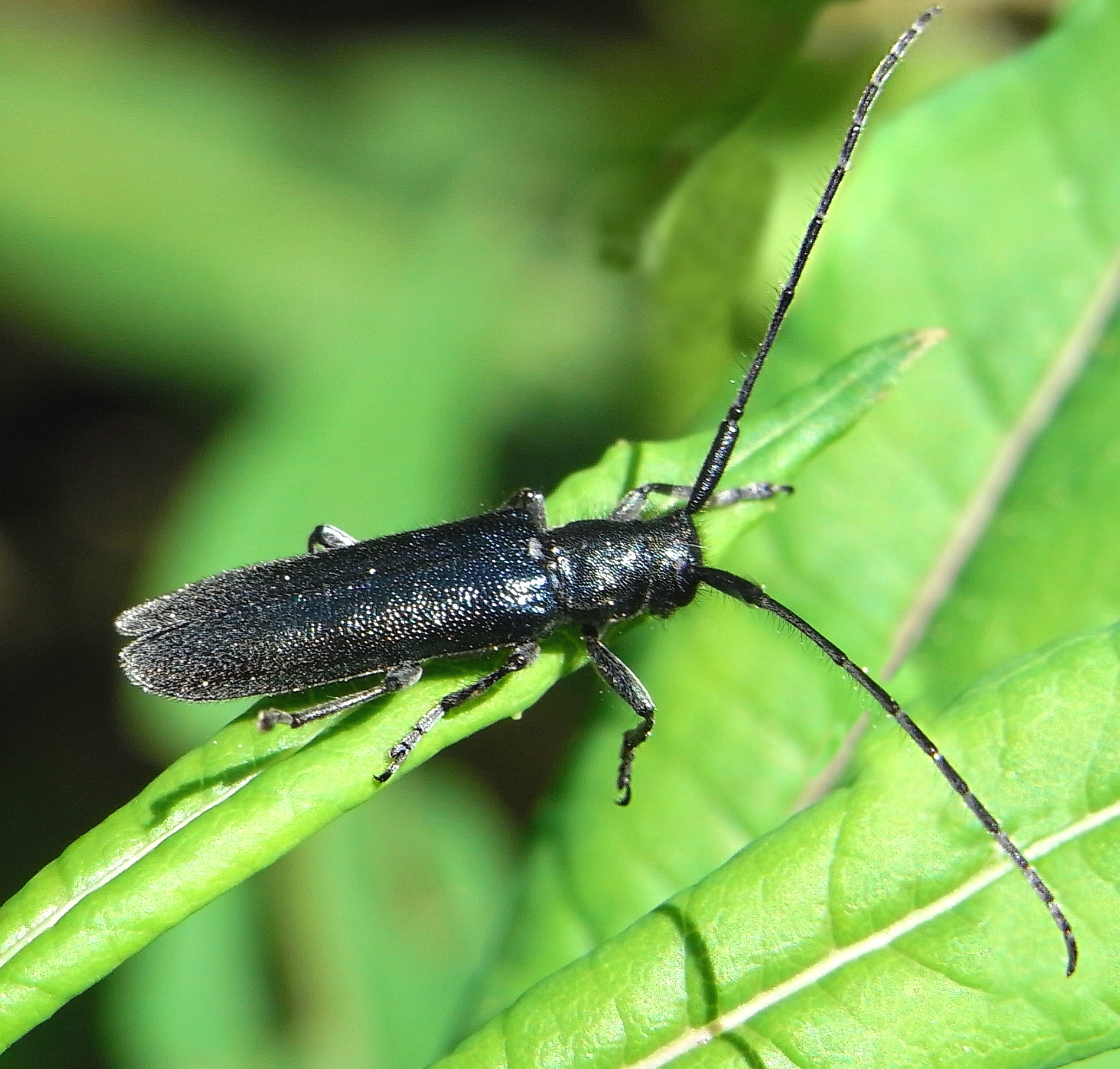